# Gradowice (stacja kolejowa)
Gradowice – zlikwidowana wąskotorowa stacja kolejowa w Gradowicach, powiecie grodziskim, w województwie wielkopolskim, w Polsce. Stacja była końcową dla wąskotorowej linii kolejowej z Łubnicy. Linia należała do Śmigielskiej Kolei Dojazdowej.